# دینسهایم-سور-بروش
دینسهایم-سور-بروش (به فرانسوی: Dinsheim-sur-Bruche) یک کمون در فرانسه با جمعیت ۱٬۳۳۷ نفر است که در Canton of Molsheim واقع شده‌است.